# Río Tlautla
El río Tlautla también conocido como río Coscomate, es una corriente de agua que corre por el Estado de México e Hidalgo en México. Es una
corriente intermitente, la mayoría de su cuenca se ubica en el estado de México y únicamente una pequeña porción se localiza en el estado de Hidalgo.

## Geografía
Tiene sus orígenes en el cerro de la Bufa en el Estado de México, a una altitud de 3350 m s. n. m.; sigue un curso general norte con los nombres
del río la Bufa y Coscomate. Sus escurrimientos son almacenados en la presa Danxhó para utilizarse en riego de la zona de Jilotepec de Molina Enríquez. Aguas arriba de la cortina de la presa recibe por margen izquierda a su único aportador de importancia, el río de Las Monjas. Cambiando más adelante al nombre de río Tlautla, continúa con curso norte hasta 4 km al suroeste donde cambia a este-noreste, pasando por Santiago Tlautla, hasta su confluencia con el río Tula. Lo que ocurre por margen izquierda a una altitud de 2045 m s. n. m.; aguas debajo de la Ciudad Cooperativa Cruz Azul.

## Historia
En agosto de 2021, el huracán Grace provocó la crecida del río, y el aumento del embalse en la presa Danxhó. El 7 de septiembre el río Tula se desbordó provocando inundaciones en el municipio de Tula de Allende y Tepeji del Río de Ocampo. En la tarde del 8 de septiembre, el Gobierno de Hidalgo pidió el desalojo en las zonas aledañas, tras desbordamiento de la presa Danxhó. El 17 de septiembre, los niveles del río comenzaron a incrementar de manera considerable.